# Folgen der globalen Erwärmung in Europa

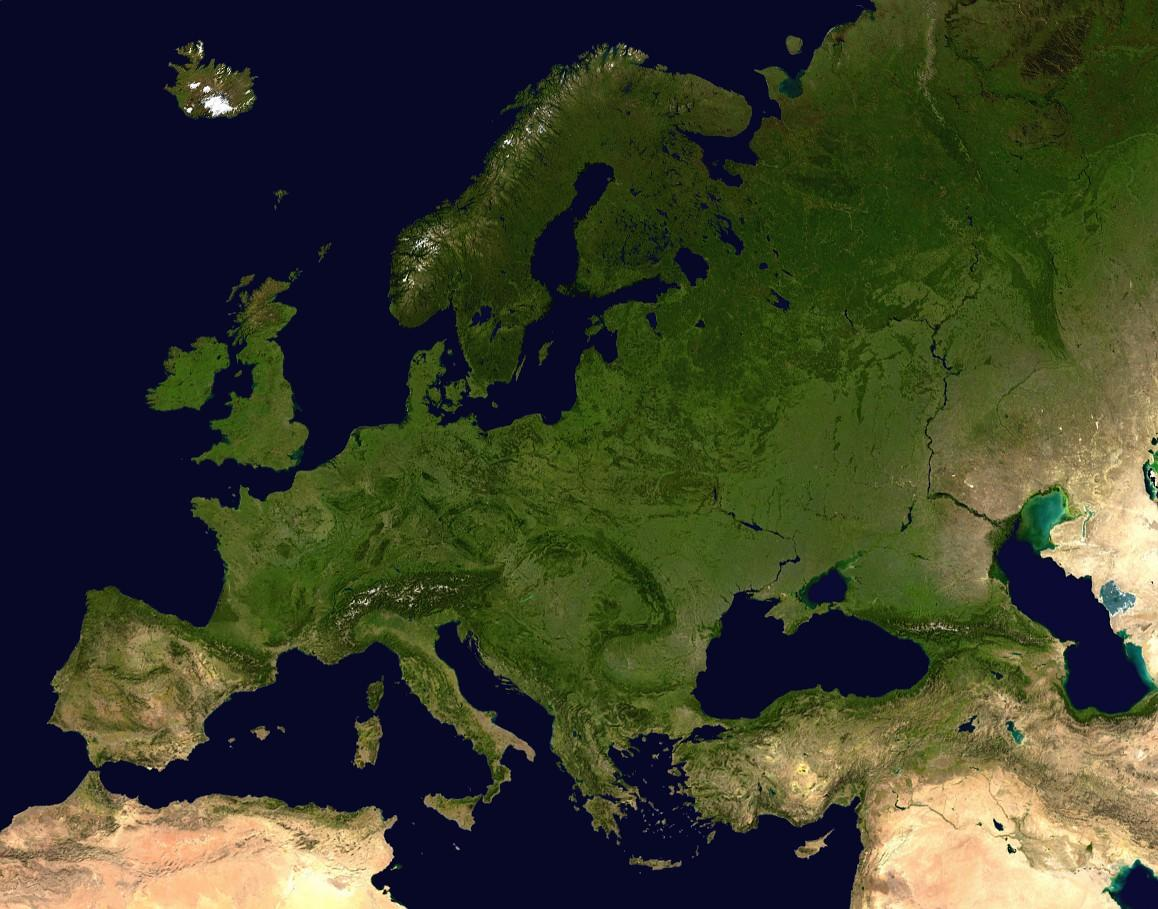
Satellitenfoto von Europa

Die Folgen der globalen Erwärmung in Europa zählen zu den regionalen Auswirkungen der Erderwärmung auf die Gesellschaften, die Gesundheit, die Natur und die technischen Belange, die sich durch den Anstieg der globalen Durchschnittstemperaturen auch auf dem „Kontinent“ Europa bemerkbar machen: Dadurch werden künftig wohl z. B. vermehrt Katastrophen wie Überflutungen und Stürme ausgelöst.

## Beobachtete Klimaveränderung
Die Durchschnittstemperaturen des Zeitraums 2002–2011 lagen 1,3 °C über denen des Zeitraums 1850–1899. Zwischen 1979 und 2005 betrug der Erwärmungstrend dabei 0,41 °C pro Jahrzehnt und war damit deutlich höher als das globale Mittel von + 0,17 °C pro Jahrzehnt. Besonders stark war die Erwärmung in Zentral- und Nordosteuropa und in Gebirgsregionen. Weiter wurde beobachtet, dass die Winter- stärker als die Sommertemperaturen ansteigen. Die Jahre 2019 und 2020 waren im europäischen Mittel bereits um die 2 °C wärmer als die zweite Hälfte des 19. Jahrhunderts. In Europa gab es den wärmsten Winter 2019/20 mit 3,4 °C über der durchschnittlich gemessenen Temperatur aus den Jahren 1981 bis 2010. Der wärmste Sommer in Europa wurde 2021 mit rund 1,4 °C über der durchschnittlich gemessenen Temperatur aus den Jahren 1981 bis 2010 erreicht, gefolgt von den Sommern 2010 und 2018 mit einem Mittel von je rund 1,3 Grad über dem vorherigen Durchschnitt.
Die Niederschlagstrends sind räumlich variabler: In Nordeuropa wurde eine Zunahme der durchschnittlichen winterlichen Niederschlagsmengen beobachtet. Im Mittelmeerraum wurde im Osten eine Abnahme festgestellt, während im Westen keine signifikanten Veränderungen der Niederschlagsmengen festgestellt wurden. In den meisten Teilen Europas nimmt die Niederschlagsmenge pro Regentag zu, sogar in Gebieten, in denen die gesamte Niederschlagsmenge abnimmt. So wurde in Griechenland eine signifikante Abnahme der Niederschlagsmengen im Januar beobachtet, die verbunden ist mit einer Zunahme von Starkniederschlägen.

### Verändertes Auftreten extremer Hitze- und Kälteereignisse

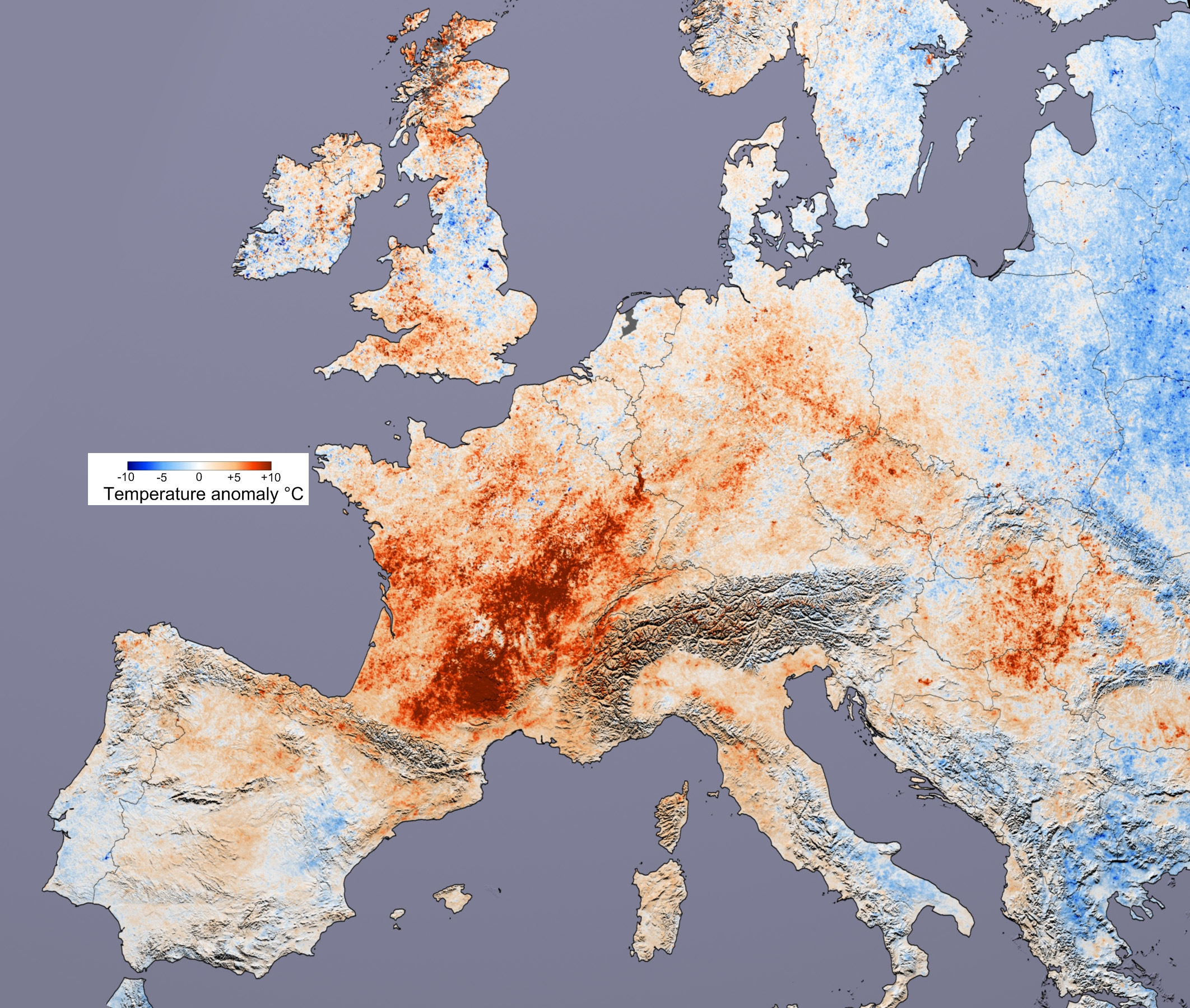
Abweichungen von der Mitteltemperatur in Europa im Ausnahmesommer 2003

Nach Angaben der Weltgesundheitsorganisation (WHO) bei der UN-Klimakonferenz in Montréal im Jahre 2005 führt die Erwärmung des globalen Klimas nicht nur in Entwicklungsländern zu Todesfällen, sondern zunehmend auch in Europa. Die europäische Hitzewelle 2003 forderte 35.000 Menschenleben und verursachte wirtschaftliche Schäden in Höhe von 14 Milliarden Euro.
Ein einzelnes Ereignis wie dieses kann nie direkt auf die globale Erwärmung zurückgeführt werden; die globale Erwärmung erhöht aber die Wahrscheinlichkeit für derartige Extremereignisse (siehe das Stichwort Attributionsforschung): So wird es nach den Prognosen des Intergovernmental Panel on Climate Change (IPCC) im 21. Jahrhundert sehr wahrscheinlich (90–99 %) höhere Maximumtemperaturen und mehr heiße Tage in nahezu allen Landgebieten geben.
Eine nach der Hitzewelle 2003 durchgeführte Abschätzung kam zu dem Ergebnis, dass der menschliche Einfluss auf das Klima das Risiko eines derartigen Ereignisses mindestens verdoppelt habe; gleichzeitig werden extreme Kälteereignisse wahrscheinlich seltener werden.
Die Europäische Umweltagentur nennt in einer Zusammenfassung der Folgen von Umweltänderungen für die menschliche Gesundheit eine Zahl von 90.000 vorzeitigen Todesfällen in Europa zwischen 1980 und 2017, die auf Klima- und Wetterereignisse zurückzuführen seien. Das tödlichste Extremereignis seien dabei Hitzewellen; ihnen werden mehr als zwei Drittel der Todesfälle zugeschrieben. In Osteuropa waren auch Kältewellen und Stürme ein wichtiger Faktor. Es wird prognostiziert, dass die Zahl der Menschen, die an Folgen des Klimawandels sterben, in den nächsten Jahrzehnten signifikant steigen werde. Eine vom WWF 2007 in Auftrag gegebene und vom Kieler Institut für Weltwirtschaft erstellte Studie deutet darauf hin, dass sich bis 2100 die Zahl der Hitzetoten in Deutschland um zusätzliche 5000 ohne Berücksichtigung der demographischen Entwicklung beziehungsweise um 12.000 mit Einbeziehung der veränderten Altersstrukturen erhöhen könne. Gleichzeitig käme es zu einem Rückgang an Kältetoten um 3000 beziehungsweise 5000.
Veränderungen der Temperaturextrema lassen sich europaweit in Messreihen nachweisen: Zwischen 1950 und 2018 hat sich z. B. europaweit die Zahl der extrem heißen Tage verdreifacht. Unter Berücksichtigung der Luftfeuchtigkeit, die für den Einfluss von Hitze auf die menschliche Gesundheit mit entscheidend ist (siehe Kühlgrenztemperatur), stieg auch die Zahl der Tage, die Hitzestress verursachen, auf das Dreifache. Die Höchsttemperaturen stiegen um 2,3 °C, die Tiefsttemperaturen um etwa 3 °C. Die Extremwerte änderten sich dabei stärker als die Mitteltemperaturen. In Zentraleuropa stiegen die sommerlichen Höchstwerte stärker als die mittleren Sommertemperaturen, und zwar um ca. 50 %.
Siehe auch:
- Hitzewelle in Europa 2003, Hitzewellen in Europa 2015, Hitze und Unwetter in Europa 2017, Dürre und Hitze in Europa 2018, Hitzewellen in Europa 2019, Dürre und Hitze in Europa 2022, Dürre und Hitze in Europa 2025
- Kältewelle in Europa 2012, Kältewelle in Europa Januar 2017, Kälteanomalie in Europa 2018

### Hochwasser an Flüssen
Der Klimawandel beschleunigt den Wasserkreislauf und nimmt damit Einfluss auf Intensität, Häufigkeit und Zeitpunkt von Hochwasserereignissen.
Bei der Analyse beobachteter Änderungen der Intensität von Hochwasserereignissen muss der Einfluss des Klimawandels von anderen Einflüssen, wie Landnutzungsänderungen im Einzugsgebiet oder Änderungen von Flussbetten, abgegrenzt werden. Für den Zeitraum 1960–2010 wurden deutliche Veränderungen der Abflussmengen in vielen europäischen Flüssen bei Hochwasser beobachtet. In Nordwesteuropa, vor allem in Norden Britanniens, haben sie infolge zunehmender Herbst- und Winterniederschläge zugenommen. In Flüssen mit größerem Einzugsgebiet in Südeuropa war eine Abnahme zu beobachten, die wahrscheinlich aus abnehmenden Niederschlagsmengen sowie zunehmender Verdunstung herrührt. Für kleinere Flüsse im Mittelmeerraum besteht hingegen das Risiko, dass das Ausmaß von Hochwasserereignissen steigt. Die in Osteuropa beobachtete Abnahme ist wahrscheinlich Folge der durch höhere Temperaturen geringeren Schneebedeckung. Die Änderungen in Europa decken sich in etwa mit Modellprojektionen und sind wahrscheinlich zum großen Teil Resultat des gegenwärtigen Klimawandels.
Den Zeitpunkt, wann Hochwasserereignisse eintreten, hat der Klimawandel von 960 bis 2010 deutlich verändert: In Nordosteuropa, einschließlich großen Teilen Skandinaviens, setzt wegen höherer Temperaturen die Schneeschmelze und damit auch Hochwasser etwa einen Monat früher ein. In Westeuropa, d. h. dem westlichen Teil der iberischen Halbinsel, Westfrankreich und dem Südwesten Britanniens, erreicht die Bodenfeuchte ihre Höchstwerte früher im Jahr, auch dort tritt Hochwasser früher auf. Um die Nordsee herum – in Nord- und Südost-Britannien, Westnorwegen, Dänemark und Norddeutschland – und auch in Regionen am Mittelmeer hingegen hat sich der Eintritt von Hochwasserereignissen verzögert, weil Winterstürme dort später auftreten.
Im Jahr 2020 wurde eine auf historischen Dokumenten basierende Rekonstruktion der Hochwasserereignisse der letzten 500 Jahre veröffentlicht. Der Zeitraum ab 1990 gehört zu den neun Perioden, die die größten Hochwasser-Anomalien aufweisen. Die gegenwärtige Periode ist jedoch im Vergleich zu den vorausgegangenen ungewöhnlich: Während in der Vergangenheit Zeiten mit ausgeprägten Hochwassereignissen eher in außergewöhnlich kühlen Episoden auftraten, fällt die gegenwärtige in eine außergewöhnlich warme Zeit; zudem weist sie eine Verschiebung der Saisonalität der Hochwasserereignisse auf.
„Jahrhunderthochwasser“, Ereignisse mit Abflussmengen, wie sie bei unverändertem Klima einmal in hundert Jahren erwartet werden, werden in Kontinentaleuropa künftig häufiger erwartet, könnten in Teilen Nord- und Südeuropas aber auch seltener werden. Eine Million Menschen in Europa waren betroffen von den 15 größten Fluten im Jahr 2002, welche 250 Menschenleben forderten (siehe auch Hochwasser in Mitteleuropa 2002). Beispielsweise sorgen so genannte Vb-Wetterlagen, hervorgerufen durch ein außergewöhnlich warmes Mittelmeer, dafür dass nördlich der Alpen im Winter besonders heftige Schneefälle und nachfolgende Frühjahrsfluten gehäuft auftreten.

### Kryosphäre in europäischen Bergregionen

#### Gletscher

Gletscher in Europa (blaue Flächen), Stand 2014

Der weltweite Gletscherschwund betrifft in Europa besonders den Alpenraum. Eine Dissertation über die Entwicklung von 5150 Gletschern in den Alpen seit 1850 kam 2006 zu dem Ergebnis, dass bis 1970 bereits 35 % der ursprünglich vorhandenen Gletscherfläche verschwunden war, und dass dieser Schwund sich bis 2000 auf annähernd 50 % vergrößert hat.
Modellrechnungen auf Basis von Szenarien für das 21. Jahrhundert kommen zu dem Ergebnis, dass bei einer durchschnittlichen Erwärmung um 3 °C bis ins Jahr 2100 die Gletscher der Alpen etwa 80 % der noch im Zeitraum zwischen 1971 und 1990 vorhandenen Fläche verloren haben werden. Das entspräche nur noch einem Zehntel der Ausdehnung von 1850. Eine Erwärmung um 5 °C würde praktisch zum vollständigen Verlust an Gletschereis führen.
Holz- und Torffunde aus den Moränen von Gletschern in den Schweizer Alpen lassen darauf schließen, dass die Gletscher im Holozän mitunter wesentlich weiter zurückgegangen waren als dies kurz nach 2000 der Fall war. Diese Funde sind Hinweise dafür, dass es in den letzten 10.000 Jahren in der Zentralschweiz zumindest zwölf Perioden mit stellenweise wesentlich geringeren Gletscherständen gegeben haben muss, und dass die Ausdehnung der Gletscher während mehr als der Hälfte dieser Zeit geringer war als um das Jahr 2000. Holz und Torf können nur dort entstanden sein, wo sich keine Gletscher befunden haben. Vor 1900 bis 2300 Jahren lagen einige Gletscherzungen höher als um das Jahr 2000. Daher muss angenommen werden, dass die Gletscher der Alpen wesentlich dynamischeren Änderungen unterliegen, als bisher angenommen wurde.
Die Folgen des Gletscherrückgangs in den Alpen wurden im Juli 2006 besonders durch die Felsabstürze am schweizerischen Eiger sichtbar. Mehr als 500.000 Kubikmeter Felsen stürzten am 13. Juli 2006 auf den Unteren Grindelwaldgletscher. Insgesamt gelten bis zu 2 Millionen m3 Gestein mit einem Gewicht von fünf Millionen Tonnen als absturzgefährdet. Ursache für die Abbrüche ist u. a. der Rückgang von Gletschern, die überhängende, bereits gelockerte Bergflanken stützten, und das Auftauen von ständig gefrorenen Gebieten (Permafrost), in denen zerklüftetes Gestein und Felsschutt wie Kleber vom Eis zusammengehalten wurde.

#### Schneebedeckung
Höhere Temperaturen in den Bergregionen Europas tragen dazu bei, dass mehr Niederschlag in Form von Regen statt Schnee fällt und die Schneedecke schneller schmilzt. Die Mehrzahl der Untersuchungen zur Änderung der Schneebedeckung zeigt einen in niedrigeren Höhen abnehmenden Trend in den Alpen, im Skandinavischen Gebirge und den Pyrenäen. (In höheren Lagen und in den Karpaten ist das Bild uneinheitlicher, aber auch mehrheitlich negativ.) Schnee schützt durch sein Isolationsvermögen und die Rückstrahlung von Sonnenlicht (Albedo) die Gletscher und den Permafrost vor dem Tauen und sorgt für Massenzufluss im Nährgebiet der Gletscher. Die Abnahme der Schneebedeckung verstärkt daher den Rückgang von Gletschern und Permafrost. Der maximale Abfluss des Schmelzwassers im Einzugsgebiet der Alpen wird sich verfrühen, es drohen mehr hydrologische Extreme mit Folgen für Land- und Forstwirtschaft, Wasserkraftnutzung und Tourismus.

#### Permafrost
Die Permafrostböden europäischer Bergregionen – auf Spitzbergen, Island, in Skandinavien, den zentral- und westeuropäischen Alpen oder der spanischen Sierra Nevada – erwärmen sich und schmelzen. Die Messung der Bodentemperaturen in Bohrlöchern in diesen Regionen zeigt einen Anstieg, der dem Anstieg der Lufttemperaturen dort entspricht. (Ausnahme sind Bodentemperaturen nahe 0 °C, solange die Aufnahme latenter Wärme den Temperaturanstieg puffert.) Mit zunehmender Tiefe erwärmt sich der Boden zeitverzögert. An manchen Orten betrug die Erwärmung in 10 m Tiefe mehr als 1 °C pro Jahrzehnt.
In der Schweiz, deren Fläche zu ca. 6,6 % aus Permafrostböden gebildet wird, ist die Untergrenze des Permafrosts im Verlauf des 20. Jahrhunderts um schätzungsweise 150 bis 250 m angestiegen. Eine Temperaturerhöhung von 1 bis 2 °C bis Mitte des 21. Jahrhunderts hätte ein Ansteigen der Untergrenze von 200 bis 750 m zur Folge. Dies hat vielfältige Folgen. So werden gleichzeitig mit dem Gletscherschwund große Gebiete aus stark frakturiertem Material wie Moränen, Gerölle und Felsen freigelegt, die vorher permanent gefroren waren. Die gelockerte Gesteinsmasse kann am Berghang in eine langsam kriechende Bewegung übergehen, und bei starken Niederschlägen kann dieses Material in Form von Murgängen wieder mobilisiert werden. Dadurch steigt die Gefahr von Verwüstungen entlang der Bachrinnen bis in die Täler hinunter. Außerdem nimmt die Bodeninstabilität zu, wodurch Installationen in großen Höhen (wie Seilbahnen, Masten etc.) destabilisiert werden. Solche Installationen müssen in Zukunft zusätzlich gesichert werden. Die Konstruktionskosten werden deshalb steigen.

### Kältere Winter
Eine am Potsdam-Institut für Klimafolgenforschung durchgeführte Studie untersuchte anhand eines Klimamodells die Folgen weiteren Abschmelzens arktischen Meereises in der Barentssee. Simuliert wurde ein Rückgang der Eisbedeckung von 100 % bis 1 %. Die Forscher fanden, dass die dort zunehmende Erwärmung im Modell zu veränderten atmosphärischen Druckverhältnissen führt. Damit einhergehend verdreifacht sich die Wahrscheinlichkeit für strenge Winter in Europa. Der Zusammenhang sei ausgeprägt und stark nichtlinear. Ein Eisverlust über der Barentssee führt zunächst zu einer Erwärmung, dann zu einer Abkühlung und dann wieder zu einer Erwärmung.

## Verbreitung und Förderung von Krankheiten
Das Robert Koch-Institut (RKI) geht davon aus, dass sich infolge der globalen Erwärmung in Europa Krankheiten verbreiten und verschlimmern könnten. Das RKI nennt eine Zunahme von Allergien, Herz-Kreislauf- und Atemwegs-Erkrankungen sowie Infektionskrankheiten. Neben einer weiteren Verbreitung von schon in Deutschland endemischen Erregern befürchtet das RKI, dass Erreger heimisch werden könnten, die bislang ausschließlich importiert wurden (etwa durch den Tourismus).
Einer Veröffentlichung des Hamburger Bernhard-Nocht-Instituts für Tropenmedizin zufolge seien besonders vektorgebundene Infektionskrankheiten von Umwelt- und Klimaveränderungen betroffen. In der Vergangenheit und wahrscheinlich auch in der Zukunft dürften dennoch ökologische (nichtklimatische) und sozioökonomische Faktoren größere Bedeutung für die zukünftige Verbreitung solcher Krankheiten aufweisen als klimatische.
Unter anderem folgende Gründe können zu einem vermehrten Auftreten verschiedener Krankheiten in Europa führen:
- Höhere Temperaturen begünstigen die Vermehrung von Krankheitserregern in Lebensmitteln.
- Seit 1975 haben sich die Pollenflugzeiten um zehn Tage verlängert, was zu einer Verlängerung der jährlichen Heuschnupfen-Phase von Allergikern geführt hat.
- Milde Winter begünstigen das Überleben von Schädlingen in der Landwirtschaft und von Krankheitsüberträgern.
- Zecken breiteten sich von den frühen 1980er Jahren bis 2008 in Schweden weiter nach Norden und in Tschechien bis in höhere Lagen aus.[33][34] Sie können die Erreger der Hirnhautentzündung FSME (Frühsommer-Meningoenzephalitis) und der Lyme-Borreliose übertragen.
- Die Gefahr einer erneuten Ausbreitung von Malaria in Westeuropa ist aktuell gering, steigt aber mit der Temperatur.[35] Sie hängt allerdings nicht nur von der Temperatur oder dem Wetter, sondern überwiegend von hygienischen Bedingungen ab.[36] Die Gefahr ist darüber hinaus aufgrund der Trockenlegung der meisten europäischen Sumpfgebiete als gering zu betrachten.

## Auswirkungen auf europäische Meere

### Meeresspiegelanstieg und Sturmfluten
Der vierte Sachstandsbericht des IPCC geht davon aus, dass der Meeresspiegel weltweit bis 2100 um 18 bis 59 cm steigen wird. Bei gleichzeitig zunehmenden Stürmen steigt damit die Gefahr von Sturmfluten erheblich an. Seit 1906 ist die Nordsee um 24,6 cm angestiegen. Bei aktuellen Deichbauten an der niedersächsischen Küste wird ein nochmals um 25 cm höherer Wasserstand zu Grunde gelegt, eine spätere Erhöhung um 1 m wird planerisch berücksichtigt. Kritiker sehen das als zu gering an.
Der aktuelle (2007) IPCC-Bericht geht davon aus, dass durch das Schmelzen des Grönlandeises ein Anstieg des Meeresspiegels von 40 bis 80 cm bis Ende des 21. Jahrhunderts verursacht werden wird. Langfristig (mehrere Jahrhunderte oder auch Jahrtausende) ist mit dem völligen Abschmelzen des Grönlandeises ein Anstieg des Meeresspiegels um mehrere Meter möglich.

### Folgen für die Nordsee

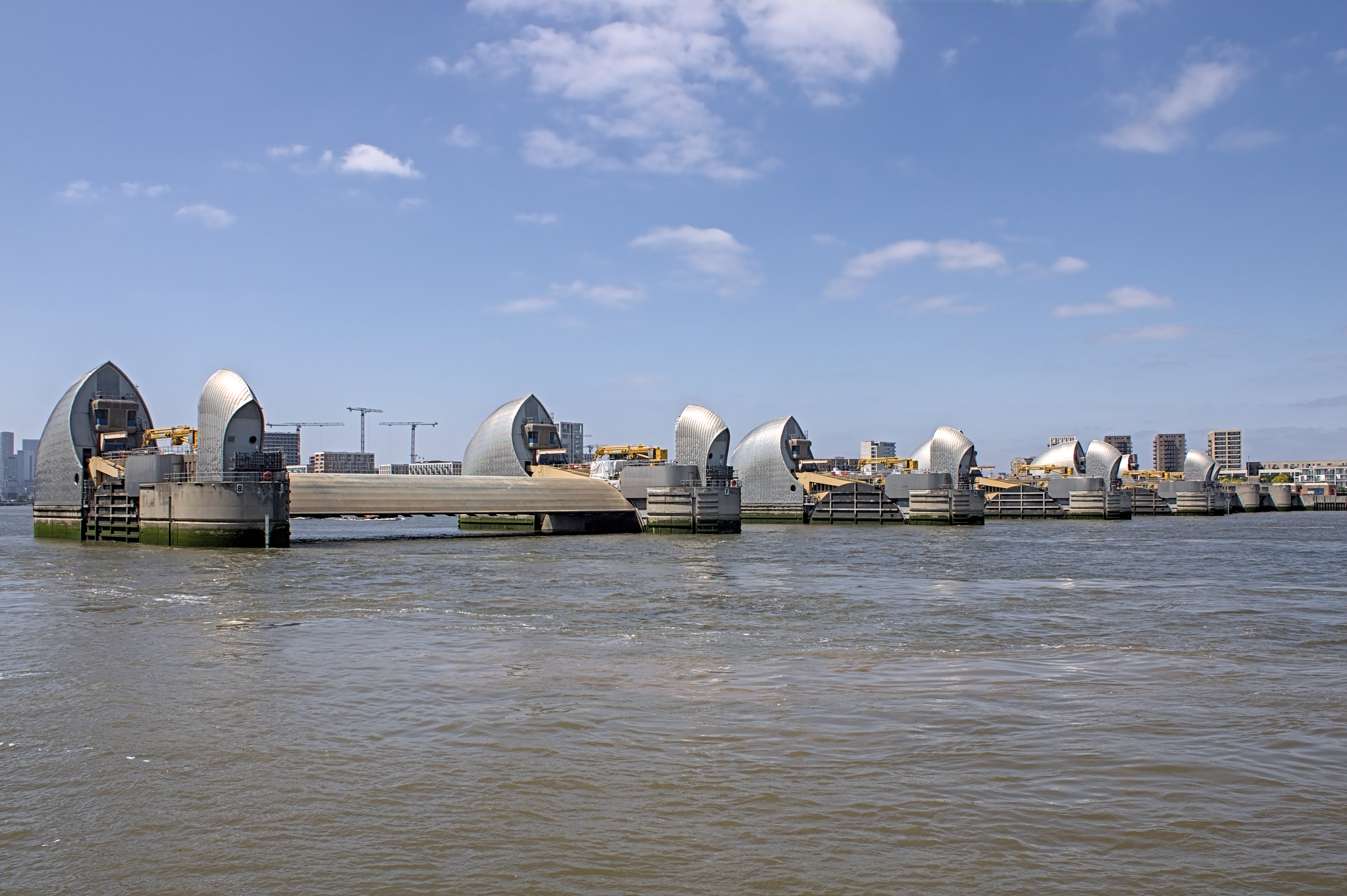
Im Jahr 2030 soll ein neues Sperrwerk vor London die abgebildete Thames Barrier ersetzen, um gegen den erwarteten Anstieg des Wasserpegels der Nordsee gewappnet zu sein

Laut dem Alfred-Wegener-Institut in Bremerhaven ist die Nordsee seit 1962 um 1,2 °C wärmer geworden. In der Folge weichen kälteliebende Fische seit 25 Jahren immer weiter nach Norden aus. Die Bestände an Kabeljau, Schellfisch und weiterer 16 Arten zogen 100 km in Richtung Pol. Britische Forscher befürchten, dass bis 2050 kommerziell wichtige Fischarten wie Wittling und Rotbarsch als Folge der Klimaerwärmung aus der Nordsee verschwinden.
Immer öfter werden bereits auch Seehunde aufgefunden, die zurückgebildete Felle haben; im Norden werden auch immer mehr Tier- und Pflanzenarten gefunden, die früher nur in südlicheren Regionen anzutreffen waren.
Auch gefährdet die Erwärmung der Nordsee die Basis der Nahrungskette: Dort stehen als Primärproduzenten bestimmte Algenarten. Von den Algen ernähren sich Ruderfußkrebse, diese wiederum sind Hauptnahrung der Jungfische wirtschaftlich bedeutender Arten wie Kabeljau, Hering oder Makrele.

### Folgen für die Ostsee
Die Ostsee ist besonders stark vom Klimawandel betroffen. Erwärmten sich andere Weltmeere zwischen 1861 und 2000 um 0,05 °C pro Jahrzehnt, stiegen die Wassertemperaturen in der Ostsee durchschnittlich um 0,08 °C. Im Laufe des 20. Jahrhunderts wurde die Ostsee entsprechend um etwa 0,85 °C wärmer. Bis zum Ende des 21. Jahrhunderts wird eine Erwärmung der Luft um 4 bis 6 °C im nördlichen und um 3 bis 5 °C im südlichen Teil der Ostsee prognostiziert. Damit einher ginge ein deutlicher Rückgang an winterlichem Meereis um bis zu 80 % im Laufe des 21. Jahrhunderts sowie vermehrt auftretende Algenblüten.

### Änderungen der Meeresströmungen
Im Zusammenhang mit dem aktuellen Phänomen der Klimaerwärmung haben einige Wissenschaftler die Befürchtung geäußert, dass es zu einem Abschwächen bzw. zum vollständigen Erliegen der Nordatlantikdrift in den nächsten 20–100 Jahren kommen könnte. Durch vermehrtes Abschmelzen der Grönländischen Eiskappe sowie einen bereits festzustellenden erhöhten Süßwassereintrag durch sibirische Flüsse aufgrund veränderter Niederschlagsverteilung könnte der unter Thermohaliner Zirkulation beschriebenen Absinkmechanismus von schwererem sehr salzhaltigem Oberflächenwasser südwestlich von Grönland aus dem Gleichgewicht geraten. Dieser zentrale Antrieb für das gesamte Golfstromsystem könnte durch Süßwasser, das die Dichte des Meerwassers verringert, signifikant abschwächen und möglicherweise eine Verlagerung des Golfstromes (oder zumindest der Nordatlantikdrift) nach sich ziehen oder sogar ganz zum Erliegen kommen.
Dies hätte einen Klimawechsel in Nordeuropa mit signifikanten Konsequenzen zur Folge, da Europa z. Zt. wegen des Golfstroms ein im Vergleich zu Breitengraden in Nordamerika viel milderes Klima besitzt. Möglich wäre eine Reduktion der durchschnittlichen nordeuropäischen Temperatur um bis zu 5 Grad Celsius. Ob es trotz globaler Erwärmung dann in Europa kühler wird oder sich die beiden Effekte gegenseitig aufheben, ist nur schwer vorhersagbar. Manche Szenarien lassen vermuten, dass die Temperaturen in Europa zunächst leicht ansteigen, um dann dauerhaft um bis zu 5 Grad Celsius unter die heutigen Werte abzufallen.
Erkenntnisse aus Sediment- und Eisbohrkernen deuten darauf hin, dass sich vergleichbare Ereignisse in der Vergangenheit schon mehrmals abgespielt haben.
Die in den letzten Jahren veröffentlichten Berichte, nach denen bereits ein sehr starker Rückgang gemessen werden konnte, haben sich im Nachhinein nicht bestätigt. Vielmehr wurde durch die genauere Untersuchung des Nordatlantikstroms in den letzten Jahren deutlich, dass dieser starken natürlichen Schwankungen unterliegt aber bisher keine Abschwächungstendenzen aufweist.

## 2024: European Climate Risk Assessment
Mitte März 2024 hat die Europäische Umweltagentur (EUA) in der dänischen Hauptstadt Kopenhagen zum ersten Mal das European Climate Risk Assessment (EUCRA, „Europäische Klimarisikobewertung“) veröffentlicht: Der zufolge ist Europa „nicht auf die sich rasant verschärfenden Klimarisiken vorbereitet“; es ist nach Einschätzung der EUA der Kontinent, der sich aufgrund der anthropogenen globalen Erderhitzung am schnellsten erwärme, wobei manche EU-Regionen Brennpunkte mehrerer Klimarisiken zugleich seien: Südeuropa sei besonders gefährdet durch Waldbrände und die Auswirkungen von Hitze und Wasserknappheit auf landwirtschaftliche Produktion sowie Arbeiten im Freien und die menschliche Gesundheit, tiefer gelegene Küstenregionen mit vielen dicht besiedelten Städten durch Überschwemmungen, Erosion und Salzwasserintrusion – selbst in den optimistischen Szenarien der globalen Erwärmung würden sich entsprechende Extremereignisse weiter verschlimmern und die Lebensbedingungen auf dem gesamten Kontinent beeinträchtigen: Seit den 1980er Jahren sei hier außerdem die Erwärmung bereits etwa doppelt so rasch vorangeschritten wie im globalen Durchschnitt.